# Saara Aalto
Saara Sofia Aalto (Oulunsalo, Ostrobotnia del Norte, Finlandia, 2 de mayo de 1987) es una cantante, compositora y pianista finlandesa. Representó a su país en el Festival de la Canción de Eurovisión 2018.

## Biografía
Nació el 2 de mayo de 1987 en el municipio finés de Oulunsalo, situado en la región de Ostrobotnia del Norte. Aalto proviene de una familia de músicos y, gracias a eso, desde muy niña ya comenzó a aprender a tocar el piano, teniendo como profesora a la pianista y pedagoga Olga Maslak. A la edad de cinco años escribió su primera canción. En 1998, con 11 años ganó su primer concurso musical, el Kotka Maritime Festival con una de las canciones que ella misma había compuesto. Posteriormente, fue la ganadora de otros concursos, como el International Charlotte Church Concert, que se celebró en 2003 en los Estados Unidos.
Al año siguiente representó a Finlandia en el The Golden Stag Festival que tuvo lugar en Rumanía y, en 2005, se graduó en música por la Escuela de Secundaria de Leevi Madetoja. Una vez obtuvo su graduado se mudó a Helsinki. Allí continuó estudiando música en la destacada Academia Sibelius y canto en el conservatorio "Pop & Jazz Konservatorion Säätiö".
En el 2012 participó en la primera edición de la versión finlandesa de La Voz y quedó en segunda posición. En el 2016, logró esa misma posición el la decimotercera edición de The X Factor UK y se dio a conocer internacionalmente.
En 2013 fue seleccionada para dar voz a la princesa Anna en las canciones de la película de Disney, Frozen en la versión finlandesa.

### Eurovision 2018

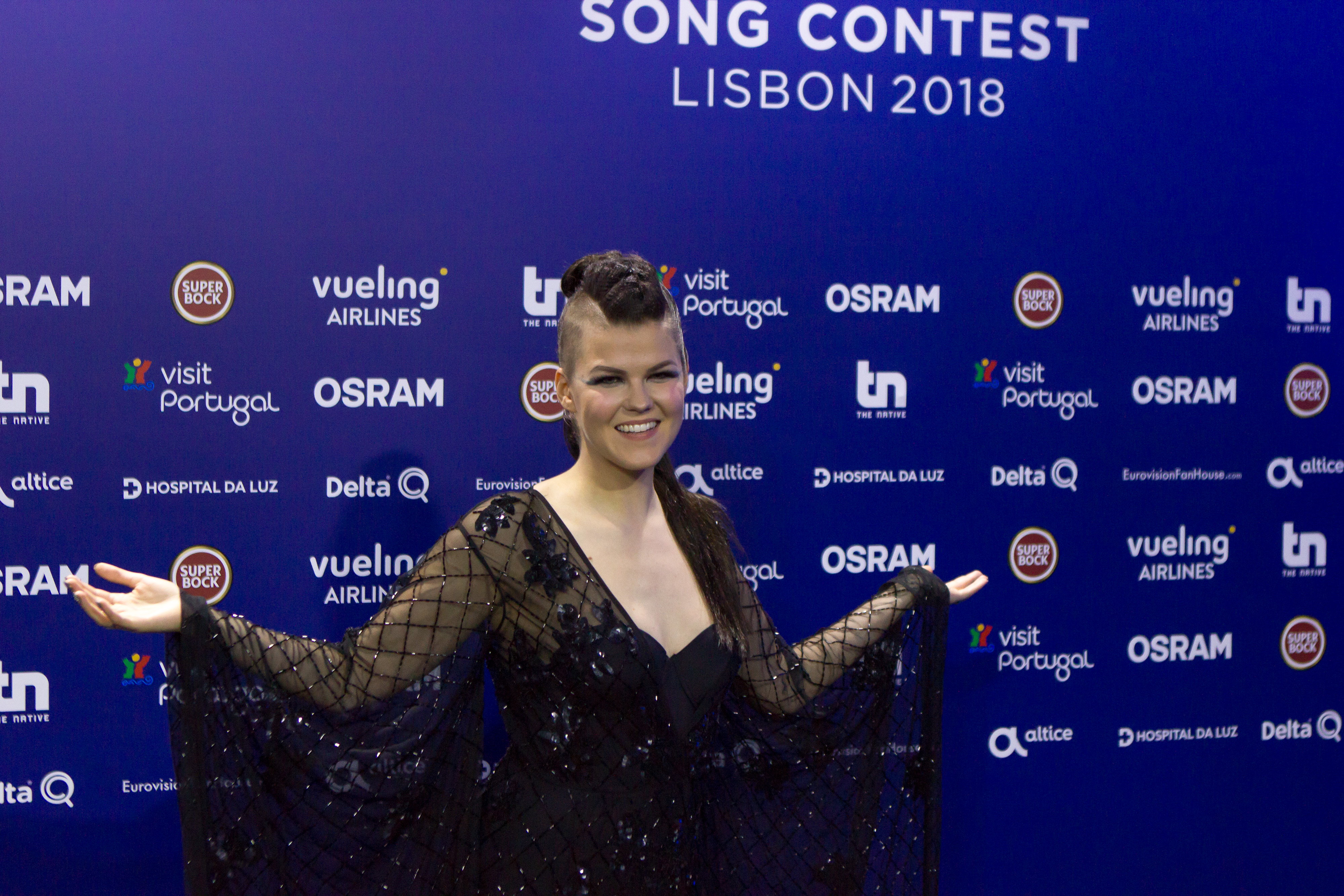
Saara Aalto en Lisboa, durante una rueda de prensa de Eurovision

Saara Aalto intentó representar a su país en Eurovisión en 2011 con la canción "Blessed with Love" quedando en segunda posición. En 2016 tuvo un segundo intento de candidatura con la canción "No Fear al Uuden Musiikin Kilpailu" quedando de nuevo en segundo lugar.

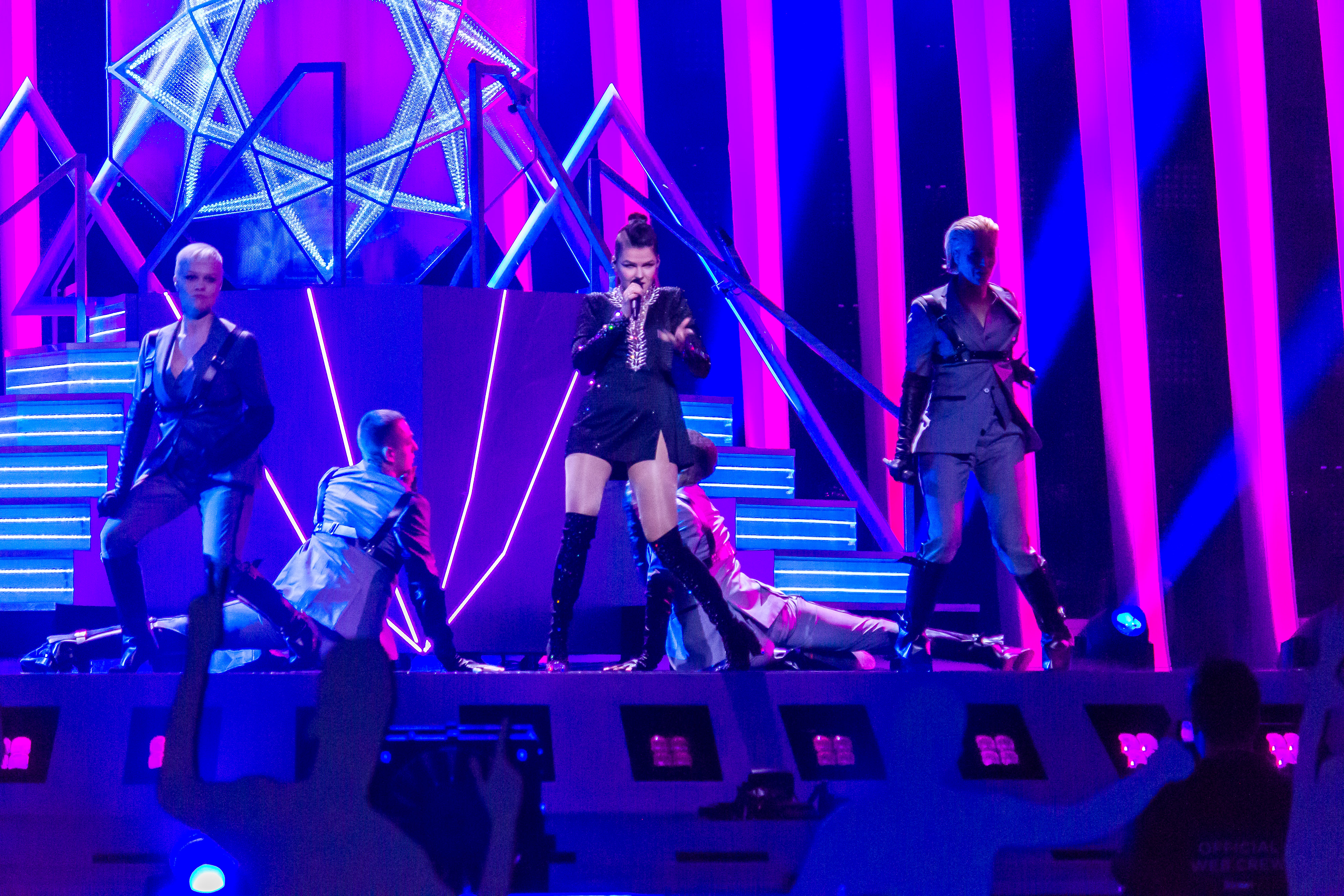
Actuación de "Monsters" en la final de Eurovision 2018

El 7 de noviembre de 2017 fue escogida internamente como la representante de Finlandia en el Festival de la Canción de Eurovisión 2018. El 3 de marzo se celebró el UMK, la gala donde se decidió el tema elegido para representar a Finlandia. Las semanas previas se fueron presentando los 3 temas candidatos con videoclips a Youtube; "Monsters" , "Domino" y "Queens". Durante la gala mediante un sistema de votación mixto se decidió con 183 puntos que "Monsters" sería la canción ganadora y por lo tanto la apuesta de Finlandia para Eurovisión 2018.
La canción logró pasar a la final del certamen, (después de cuatro años de ausencia de Finlandia en la final) quedando en décima posición en la primera semifinal (solo se clasificaban los diez primeros) y quedó en vigesimoquinta posición (penúltima) en la gran final por encima de Portugal y por debajo de Reino Unido, a pesar de su gran actuación.

## Vida privada
Sus parientes cercanos incluyen al pintor Eeli Aalto y al ilusionista Simo Aalto. Tuvo una relación sentimental con el cantante Teemu Roivainen hasta 2013. En 2016 se comprometió con su entrenadora personal Meri Sopanen, y residen juntas en Londres. Se casaron en abril de 2020 y Meri tomó el apellido de Saara.